# Amphipholizona delicata
Amphipholizona delicata är en ormstjärneart som beskrevs av Hubert Lyman Clark 1915. Amphipholizona delicata ingår i släktet Amphipholizona och familjen Ophiolepididae. Inga underarter finns listade i Catalogue of Life.